# Jan (Szyrokow)
Jan, imię świeckie Andriej Aleksiejewicz Szyrokow (ur. 30 czerwca?/12 lipca 1893 w Kazaniu, zm. 19 sierpnia 1937 w Moskwie) – rosyjski biskup prawosławny.

## Życiorys
W wieku ośmiu lat, pod wrażeniem uroczystości święta Wprowadzenia Matki Bożej do Świątyni złożył Bogu prywatny ślub czystości i wstąpienia w przyszłości do monasteru. Uzyskał wykształcenie gimnazjalne, po czym na wyraźne żądanie rodziców, którzy sprzeciwili się jego planom zostania mnichem, ukończył studia na Uniwersytecie Kazańskim. W 1917, po uzyskaniu dyplomu, został stypendystą profesorskim na katedrze historii Kościoła. W 1922 został posłusznikiem w monasterze św. Jana Chrzciciela w Kazaniu. Wieczyste śluby mnisze złożył 4 stycznia 1923 przed biskupem czystopolskim Joazafem. Tego samego dnia został wyświęcony na hieromnicha. W monasterze przebywał do aresztowania w czerwcu 1923. Więzienie opuścił w lipcu, po podpisaniu zgody na pozostanie w mieście do czasu procesu. W grudniu tego samego roku został skazany na trzy lata pozbawienia wolności. Karę odbywał w obozie w dawnym Monasterze Sołowieckim. W obozie zaprzyjaźnił się z biskupem Juwenaliuszem (Masłowskim). Po odbyciu wyroku został skazany na trzyletnie osiedlenie, jako miejsce jego pobytu wskazano Włodzimierz, gdzie duchowny przebywał do 1929. Służył w cerkwi Trójcy Świętej we Włodzimierzu.
4 listopada 1929 został wyświęcony na biskupa marijskiego, wikariusza eparchii niżnonowogrodzkiej. W 1930 był locum tenens eparchii kazańskiej. Rok później został biskupem czeboksarskim, wikariuszem eparchii kazańskiej, i pozostawał nim od lutego do lipca 1931. Następnie przez dwa miesiące ponownie był biskupem marijskim, wikariuszem eparchii niżnonowogrodzkiej. Od września 1931 do maja 1934 był biskupem wołokołamskim, wikariuszem eparchii moskiewskiej. W maju 1934 krótko był wikariuszem eparchii gorkowskiej z tytułem biskupa muromskiego, po czym wrócił do eparchii moskiewskiej, przyjmując tytuł biskupa oriechowo-zujewskiego. Służył w cerkwi św. Grzegorza Cudotwórcy. W 1936 jego tytuł uległ zmianie na biskup dmitrowski. W 1936 krótko był locum tenens eparchii riazańskiej. Od lipca 1936 do kwietnia 1937 był ponownie biskupem wołokołamskim, wikariuszem eparchii moskiewskiej.
Aresztowany w kwietniu 1937, w sierpniu tego samego roku został skazany na karę śmierci pod zarzutem członkostwa w antyradzieckiej organizacji faszystowskiej złożonej z członków Cerkwi. Tego samego dnia został rozstrzelany. Pochowany na cmentarzu Dońskim w Moskwie.
W 1973 został zrehabilitowany.